# 쥘리아 크리스테바
쥘리아 크리스테바(프랑스어: Julia Kristeva, 불가리아어: Юлия Стоянова Кръстева 율리야 스토야노바 크러스테바, 1941년 6월 24일 ~ )는 불가리아 출신의 프랑스의 문학 이론가, 저술가, 철학자이다.
1965년부터 파리에 거주하고 여기에서 활동하고 있다. 1973년부터 파리 제7대학 교수였으며, 현재는 명예 교수이다. 문학 잡지 텔 켈의 공동 편집자로 활동을 하였다.
1970년대 초부터 크리스테바는 가부장적 사회에서 여성의 정체성의 문제를 다루어 왔다. 정신 분석과의 사상적인 친근성 때문에 페미니스트의 문예 이론가의 일부로부터 비난을 받기도 했다.
2018년, 불가리아 국가공문서처는 크리스테바가 불가리아 공산정권의 비밀경찰 국가안보위원회의 간첩이었으며 암호명은 "사비나(Sabina)"였다고 발표했다. 이에 따르면 1971년 6월 간첩으로 포섭되었다고 한다. 공산정권에서는 서방으로 출국하는 사람이 그대로 망명하는 것을 막기 위해 사증 발급과 내무성 허가를 받는 과정을 매우 길고 어렵게 만들었다. 크리스테바는 의혹을 부인했다. 3월 30일, 동 기관은 크리스테바의 간첩 행위에 관한 문서 일체를 온라인상에 공개했다. 크리스테바는 현재도 격하게 혐의를 부인하고 있다.